# Bligny (Aube)
Bligny – miejscowość i gmina we Francji, w regionie Grand Est, w departamencie Aube.
Według danych na rok 1990 gminę zamieszkiwały 204 osoby, a gęstość zaludnienia wynosiła 9 osób/km².

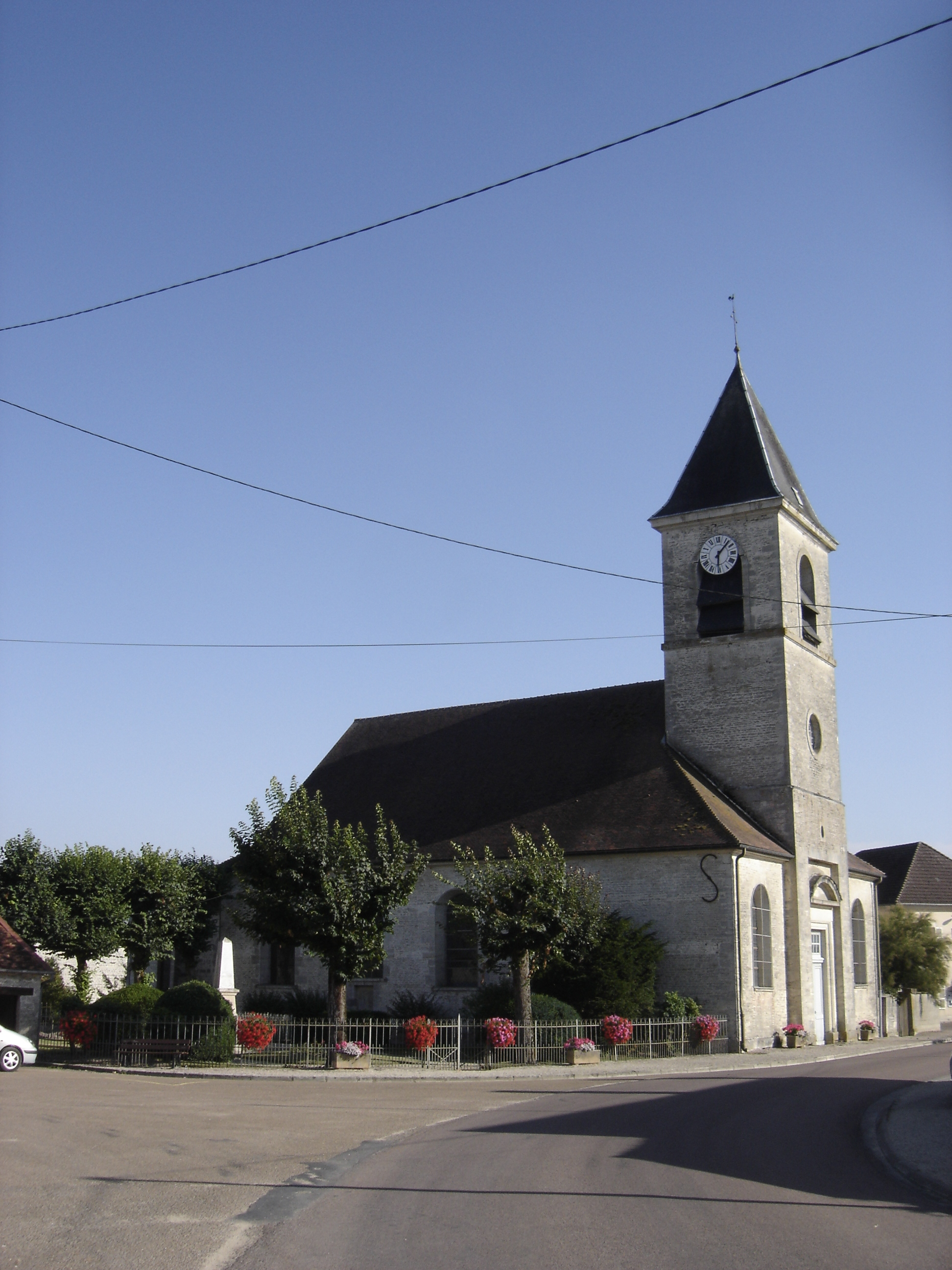
Kościół w Bligny, 2009